# Нуно Мендес
Нуно Александр Таварес Мендес (порт. Nuno Alexandre Tavares Mendes; Синтра, 19. јун 2002) професионални је португалски фудбалер који тренутно игра у француској Лиги 1 за Пари Сен Жермен и репрезентацију Португалије на позицији левог бека.

## Највећи успеси

### Клупски
Спортинг Лисабон
- Примеира лига (1) : 2020/21.
- Куп Португалије (1) : 2020/21.
- Суперкуп Португалије (1) : 2021.

Пари Сен Жермен
- Лига 1 (4) : 2021/22, 2022/23, 2023/24, 2024/25.
- Куп Француске (2) : 2023/24, 2024/25.
- Суперкуп Француске (3) : 2022, 2023, 2024.
- Лига шампиона (1) : 2024/25.
- УЕФА суперкуп (1) : 2025.
- Светско клупско првенство : финалиста 2025.

### Репрезентативни
Португалија
- УЕФА Лига нација (1) : 2024/25.